# Rotscherlinde
Rotscherlinde ist ein Gemeindeteil von Krahne, einem Ortsteil der Gemeinde Kloster Lehnin im Landkreis Potsdam-Mittelmark (Brandenburg). Das mittelalterliche Dorf fiel in der 2. Hälfte des 14. Jahrhunderts wüst. Im 16. Jahrhundert wurde ein Vorwerk angelegt, aus dem sich der heutige kleine Ort entwickelte.

## Geographische Lage
Der Gemeindeteil liegt rund drei Kilometer Luftlinie nordöstlich des Zentrums von Krahne und ca. zweieinhalb Kilometer südwestlich von Prützke in der historischen brandenburgischen Landschaft Zauche. Durch den Ort führt die B 102 von Brandenburg an der Havel nach Bad Belzig. Am südlichen Ortsausgang zweigt die K6948 nach Krahne ab. Am nördlichen Ortsausgang zweigt ein unbefestigter Weg nach Westen Richtung Reckahn ab.

## Geschichte
Der Ort wurde 1351 erstmals urkundlich genannt (Röcks), 1375 wurde der Ort Rockitz geschrieben. Bereits bei der Ersterwähnung 1351 gehörte der Ort den v. Rochow’s. Der Name ist slawischen Ursprungs. Reinhard E. Fischer leitet ihn im Brandenburgischen Namenbuch von einer polabischen Grundform * Rokytica oder * Rokytec ab, zu urslawisch * orkyta = Weide. Aus *Rokyt-c wurde Rokits und nach Ausfall des i Rokts. Vermutlich erfolgte dann die Umstellung Roktser zu Rotsker in Angleichung an die Nachbarorte (Schmerzke, Prützke). Die heutige Form entstand möglicherweise daraus, dass bei der Wiederbesiedlung der wüsten Feldmark die Dorflinde des mittelalterlichen Dorfes stehen geblieben war. Die ursprüngliche Siedlungsform ist nicht mehr festzustellen. Beim heute verlandeten Wendepfuhl, einer Senke südöstlich des heutigen Ortskerns im Wald gelegen, hatten sich noch Fundamentreste der alten Feldsteinkirche erhalten.
1351 wurde Hans IV. v. Rochow und seine Vettern Heinrich IV. und Wichard IV. vom Markgrafen Ludwig dem Römer mit dem Städtchen Golzow und Zubehör sowie den Dörfern Pernitz, Krahne, Reckahn, Göttin, Röcks, Grebs, Groß Kreutz, Plessow, Glindow und Göhlsdorf beliehen.

„Bona Wichardi et Wi. de Rochow ... Rokitz sunt 32 mansi, quorum plebanus habet 2. Ad pactum quilibet 10 modios avene non plus. Nycolaus et Jo. Plesow, cives in Brand(enburg), habent super 6 mansos pactum et censum. Item Nycolaus Prutzik, civis in Brand(enburg), super 2 mansos ab R(ochow).“

Nach dem Landbuch Karls IV. von 1375 hatte das Dorf 32 Hufen, davon hatte der Pfarrer zwei Freihufen. Jede Hufe hatte eine jährlich Abgabe von zehn Scheffel Hafer, mehr nicht (non plus). Allerdings hatten nun Nikolaus und Johannes Plessow, Bürger von Brandenburg, das Recht, die Abgaben von sechs Hufen einzuziehen. Seltsamerweise wird bei diesen Abgaben aber Pacht und Zins genannt. Nikolaus Prutzik (Prützke) hatte die Rechte über zwei Hufen. Das Dorf gehörte Wichard und Wichard v. Rochow, d. h., sie hatten das Ober- und Untergericht sowie die Spanndienste der Bauern. Vermutlich war das Dorf bereits in Auflösung begriffen, da kein Schultheiß und auch nicht die sonstigen Abgaben genannt sind. 1378 wurde die Kirche bereits als wüst bezeichnet. 1470 erschien Rotscherlinde als wüste Feldmark. Im 16. Jahrhundert entstand auf der Feldmark des wüsten Dorfes ein Vorwerk, wahrscheinlich aber nicht genau an der Stelle des alten Dorfes, dessen Zentrum durch die Reste der alten Feldsteinkirche am Wendepfuhl lokalisiert ist, sondern etwas nordwestlich davon.
Bereits 1513 waren anscheinend Teile der Feldmark wieder bewirtschaftet. Andreas Rauch/Roch, Richter in der Neustadt setzte Abgaben in Höhe von 2 Wispeln Roggen von den Höfen des Andreas Polte und des v. Schrapsdorf als Pfand für ein Darlehen in Höhe von 100 Gulden ein, das er vom Prämonstratenserstift St. Marien auf dem Harlunger Berg erhalten hatte. Er erhielt dazu die Zustimmung seines Lehensherrn Hans von Rochow. 1530 nahm er ein weiteres Kapital in Höhe von 100 Gulden vom Marienstift auf, für das er als Sicherheit 1 Wispel Roggen und 18 Scheffel (halb Roggen und halb Gerste) im Dorf Butzow einsetzte. Die Brüder Dietrich II., Jakob I., Joachim I., Hans X. und Christoph I. bestätigen ihm, dass er die 2 Wispel Roggen, die er als Sicherheit für die 1513 geliehenen 100 Gulden eingesetzt von ihnen zu Lehen hat.
1522 war Dietrich II. (1513–1551) u. a. mit Rotscherlinde belehnt worden. Ob er allerdings das Vorwerk schon aufbaute, ist nicht bekannt; es existierte aber bis 1573. In diesem Jahr verkaufte Dietrich III. v. Rochow das Vorwerk Rotscherlinde an Arndt v. Tresckow für 600 Taler. 1619 waren die v. Bredow im Besitz des Vorwerks. 1622 erhielten sie die Erlaubnis zum Bau einer Windmühle. Das Vorwerk betrieb eine größere Schäferei; 1624 wurden der Pachtschäfer und „die Knechte“ genannt. Letzter Besitzer der v. Bredows war der Dompropst Hans Heinrich v. Bredow. 1642 bis 1643 war das Vorwerk kurzzeitig im Besitz eines Moritz, Bürger zu Neustadt Brandenburg. 1643 bis 1646 kam es zurück an Georg Wilhelm v. Rochow und war von 1646 bis 1649 im Besitz eines Engel in Reinickendorf, danach bis 1652 gehörte es dem Rittmeister Erich Holm. 1652 kaufte es Daniel Heinrich I. von Rochow für seine Frau Ursula Tugendreich von Buch als Leibgedinge für 3200 Taler. 1655 wurde es wiederum auf Wiederkauf für 40 Jahre an Georg Wilhelm v. Rochow verkauft. 1690 war es eine Schäferei. 1694 kaufte Hans Heinrich II. v. Rochow Rotscherlinde um 5050 Taler von seinem Vetter Georg Wilhelm von Rochow zurück. Auf ihn folgte sein Sohn Friedrich Wilhelm III. v. Rochow (1690–1764), Gutsherr von 1713 bis 1760. 1723 hatte Rotscherlinde eine Größe von 23 Hufen, 27 Morgen und 141 Quadratruten. 1745 wurde es als Vorwerk mit Windmühle bezeichnet. 1760 erbte Friedrich Eberhard von Rochow (1734–1805), der Sohn von Friedrich Wilhelm III. von Rochow das Gut. 1772 lebten ein Bauer, ein Kossät und ein Müller in Rotscherlinde. 1801 wurde der Besitz zu 28 Hufen angegeben, auf dem drei Einlieger wohnten. Außerdem gab es einen Krug und eine Windmühle. Insgesamt gab es acht Feuerstellen (= Haushaltungen).
| Jahr | Einwohner |
| ---- | --------- |
| 1772 | 48        |
| 1801 | 48        |
| 1817 | 38        |
| 1837 | 52        |
| 1858 | 43        |
| 1871 | 45        |
| 1885 | 39        |
| 1895 | 27        |
| 1905 | 25        |
| 1925 | 20        |

Den Besitz des Friedrich Eberhard erbte bei seinem Tod 1805 eine Erbengemeinschaft von fünf Parteien zu gleichen Teilen. Bis 1827 wieder vereinigt, wurde der Besitz nun zwischen Hans Karl Dietrich von Rochow (1791–1857) und Gustav Adolf von Rochow (1792–1847) geteilt. Die Güter Krahne und Rotscherlinde kamen an Hans Karl Dietrich von Rochow. 1837 wurde Rotscherlinde nun als Rittergut bezeichnet. 1848 reichte Mühlenmeister Puhlmann eine Petition bei der Preußischen National-Versammlung ein zur "Ermäßigung einer überaus großen Mühlenpacht" ein. Auf Hans Karl Dietrich von Rochow folgte 1852 auf dem Hauptsitz Plessow sein Sohn Hans Wilhelm von Rochow III. (1824–1891). Rotscherlinde und Krahne bekam dessen nächstjüngerer Bruder Adolf Friedrich V. von Rochow-Plessow (1825–1864),  als Kapitalabfindung. Beide Rochow-Brüder waren Mitglied des Vereins für Pferdezucht Berlin. Nach seinem Tod ging Rotscherlinde mit Krahne wieder an den Plessower Eigentümer. 1858 bestand der Ort aus dem Gutsbezirk mit zwei Wohnhäusern und vier Wirtschaftsgebäuden und dem Gemeindebezirk mit drei Wohnhäusern und acht Wirtschaftsgebäuden. 1859 bis 1862 wurde der Weg von Golzow nach Brandenburg an der Havel, der durch Rotscherlinde führte zur Chaussee ausgebaut, die heutige Bundesstraße 102. Der Ort mit Gasthaus entwickelte sich zu einem beliebten Ausflugsort. 1895 gab es nur noch vier Wohnhäuser in Rotscherlinde. 1918 brannte das Anwesen durch Blitzschlag ausgelöst nieder und wurde wieder aufgebaut. Das Gut blieb bis 1945 im Besitz der Familie von Rochow. Letzte Eigentümer waren Fritz von Rochow-Plessow (1858–1914) und dann seine Tochter Emmy von Schierstädt, geborene von Rochow-Plessow (1885–1973).  Sie wurde 1946 in der Bodenreform enteignet und die Ländereien verteilt.

### Politische Zugehörigkeit
Der Ort gehörte 1375 zur "terra Czucha", zur historischen Landschaft der Zauche, aus der sich im Laufe des 17. Jahrhunderts der Zauchische Kreis entwickelte. 1816/7 entstand daraus, zusammen mit dem ehemals kursächsischen Amt Belzig der Kreis Zauch-Belzig, der bis 1952 Bestand hatte. Nach der Zerschlagung des Landkreises Zauch-Belzig in der Kreisreform von 1952 kam der Ort zum Kreis Brandenburg-Land. 1993 wurde dieser Kreis mit dem Kreis Potsdam-Land unter geringen Gebietsverlusten zum Landkreis Potsdam-Mittelmark zusammen gelegt.
Der mittelalterliche Ort gehörte 1375 der Familie v. Rochow auf Golzow, die sich in der Zauche eine kleine Herrschaft von 21 Dörfern aufgebaut hatten und die markgräfliches Lehen war. 1414 bis 1416 hatte Markgraf Friedrich I. die Lehen kurzzeitig eingezogen, weil sich die Rochows der Opposition gegen ihn angeschlossen hatten. Allerdings wurde bereits im 16. Jahrhundert Rotscherlinde als Allodium angesehen. Dies wurde 1781 auch ausdrücklich anerkannt. Neben dem Gut war der Ort ab 1807 rechtlich gesehen ein eigenständiger Ort. Mit der Kreisordnung von 1872 kam das Vorwerk zum Gutsbezirk Krahne, die Kolonie zum Gemeindebezirk Krahne. 1928 wurden Gutsbezirk und Gemeindebezirk zur Gemeinde Krahne vereinigt. 1931 und 1957 galt es als Wohnplatz von Krahne. Mit Krahne kam es 1992 zum Amt Lehnin (1992–2002) und 2002 zur Gemeinde Kloster Lehnin. Es ist seit der Verabschiedung der Hauptsatzung "offiziell" ein bewohnter Gemeindeteil von Krahne.

### Kirchliche Geschichte
Das mittelalterliche Rokitz war ursprünglich Mutterkirche wie sich aus den Pfarrhufen schließen lässt. Es wurde früh Tochterkirche von Prützke. 1541 hatte der Pfarrer von Prützke "von alters" den Zehnten von zwei Hufen auf der Retziger Feldmark. Diese Abgaben hatte Dietrich II. von Rochow "etliche 12 Jahre" einbehalten.

## Wirtschaft
Östlich des Ortes hat sich ein Unternehmen der Baustoffbranche angesiedelt. Im Tagebau wird Kies, Sand und Lehm gewonnen. Es werden recyclingfähige Baustoffe angenommen, die aufbereitet und wieder verwendet werden.

## Archäologische Funde
Eine südöstlich des Ortes gefundene Steinpackung großer Findlinge wurde als Rest eines Großsteingrabes interpretiert. Ein Findling diente später als Grenzstein zwischen den Gemarkungen Prützke und Krahne. Vom alten mittelalterlichen Dorf stammen Keramik- und Skelettreste. Der slawische Name des Dorfes könnte auch auf eine slawische Vorgängersiedlung hindeuten. Bisher wurden aber keine Funde gemacht, die die Existenz eines slawischen Dorfes belegen oder lokalisieren könnte.

## Gebäude
Die heutige Bebauung stammt aus der Zeit um 1900. Der ehemalige Krug auf der Ostseite der Durchgangsstraße wurde 1893 durch einen Neubau ersetzt. Auch die 1729 in nur drei Tagen erbaute Bockwindmühle ist völlig verschwunden. Dieser Mühlenstandort ist auf dem Urmesstischblatt von 1842 auf einem kleinen Hügel südöstlich des Ortskerns (westlich auf Höhe des Wendenpfuhl) am Weg nach Oberjünne eingezeichnet. Heute ist dieser Verbindungsweg ein unbefestigter Waldweg, der Standort ein brachliegendes Grundstück im Wald. Sie ersetzte einen 1728 abgebrannten Vorgänger, der aber an anderer Stelle stand, nördlich des Reckahner Wegs. Beiderseits des Wegs nach Reckahn entstanden nach 1945 zwei Neubauerngehöfte.

## Belege

## Anmerkung
1. ↑  Der Vorname Wichard ist innerhalb der weitverzweigten Familie v. Rochow ein häufiger Vorname. Deshalb ist nicht ganz klar, um welche beiden Wichards es sich handelt, nach der Familienchronik des Adolph Friedrich v. Rochow waren es die Vettern des Hans IV., also Wichard IV. und Wichard V. (vgl. die Stammliste der v. Rochow).
2. ↑  Der Bezug zu Rotscherlinde ist in diesen Urkunden nicht ganz eindeutig. Der Ort wurde in der zweiten Urkunde als Ryetz bezeichnet, in der ersten Urkunde ist der Name unleserlich und anhand der zweiten Urkunde erschlossen. Ein Bezug auf das naheliegende Rietz (heute Ortsteil der Gem. Kloster Lehnin) ist aber wenig wahrscheinlich, da die v. Rochow in diesem Dorf keinen Besitz hatten und auch nicht in den Kontext der Besitzgeschichte von Rietz passt. Auch im Dorf Rietz bei Treuenbrietzen ist kein Besitz der v. Rochow bekannt.